# Vicky Hernández
Victoria Hernández Salcedo (Tuluá, 14 de octubre de 1945), más conocida como Vicky Hernández es una actriz colombiana de teatro, cine y televisión de amplia trayectoria profesional.

## Biografía

### Primeros años
Nació en la ciudad de Tuluá el 14 de octubre de 1945, sin embargo a los 3 años se trasladó con su madre, Cecilia Salcedo, y sus hermanos a Bogotá tras la muerte de su padre Jesús María Hernández Castro. 

### Trayectoria
Estudió en el Colegio José Agustín Pulido. A los 6 años empezó su carrera en un grupo escénico infantil junto a una de sus hermanas. A esa edad realizó muchos musicales entre los que cabe destacar El mundo del niño, Ábrete sésamo y Música para niños. En los años posteriores siguió participando en obras de teatro de William Shakespeare, Franz Kafka y muchos otros autores reconocidos que le fueron abriendo el campo en el mundo de la actuación.
En 1968 regresa a Cali y trabaja como profesora de teatro en el Instituto Popular de Cultura, en el Instituto Departamental de Bellas Artes y en el Colegio Jorge Isaacs. En 1976 regresa a Bogotá a trabajar en el teatro popular de esta ciudad.
Años más tarde entra en la televisión participando en aclamadas series colombianas como El coleccionista, Azúcar en donde interpretó a la inolvidable Tía Raquel, Romeo y Buseta y La casa de las dos palmas.
Vicky es una de las actrices que ha logrado incursionar en el cine internacional teniendo destacadas participaciones en películas europeas y americanas. Entre ellas: la coproducción La toma de la embajada; Crónica de una muerte anunciada de Francesco Rosi, junto a Rupert Everett, Ornella Muti e Irene Papas; y Prueba de vida junto a Russell Crowe y Meg Ryan.

### Vida personal
Tiene dos hijos: Juan Sebastián Calero, hijo del también actor Gerardo Calero; Mateo Posada, músico, de su primer matrimonio.

## Filmografía

### Televisión
| Año       | Título                        | Personaje                                                           | Notas                      |
| --------- | ----------------------------- | ------------------------------------------------------------------- | -------------------------- |
| 2025      | Cosiaca                       | Sinforosa                                                           | Reparto                    |
| 2022      | Los García                    | Rosa María                                                          | Protagonista               |
| 2019      | Las muñecas de la mafia 2     | Gloria                                                              | Actuación Especial         |
| 2017      | La luz de mis ojos            | Madre Perpetua                                                      | Participación especial     |
| 2017      | Narcos                        | Gerda Salazar                                                       | Participación especial     |
| 2017      | El Comandante                 | Madre de Hugo Chávez                                                | Reparto                    |
| 2016-2018 | Sin senos sí hay paraíso      | Aurora Venegas Vda. De Cerón                                        | Reparto                    |
| 2016      | Mujeres asesinas              | Caridad Manrique                                                    | Protagonista - Antagonista |
| 2013      | Retrato de mujer              | Lola                                                                | Reparto                    |
| 2012      | Escobar, el patrón del mal    | Enelia Gaviria, Mama De Pablo Escobar (Hermilda Gaviria de Escobar) | Reparto                    |
| 2011-2012 | La traicionera                | Gracia Herrera                                                      | Antagonista Principal      |
| 2011      | La bruja                      | Clemencia de Mejia                                                  | Reparto                    |
| 2010      | Un sueño llamado salsa        | Celia de Torres                                                     | Reparto                    |
| 2008      | Aquí no hay quien viva        | Magola Fuentes de García                                            | Reparto                    |
| 2007      | Tiempo Final                  | Marcela Ep: "Taxi boys"                                             | Protagonista               |
| 2006-2007 | Hasta que la plata nos separe | Carmela Muñoz "Doña Bastantona"                                     | Actuación Especial         |
| 2006-2008 | En los tacones de Eva         | Lucrecia Domínguez de Nieto                                         | Reparto                    |
| 2004-2005 | La saga, negocio de familia   | Magnolia                                                            | Antagonista                |
| 2004-2005 | Luna, la heredera             | Victoria                                                            | Actuación Especial         |
| 2004      | Las noches de Luciana         | Lourdes                                                             | Reparto                    |
| 2002      | Siete veces amada             | Marucha                                                             | Reparto                    |
| 1998-1999 | La madre                      | Marta "Martica"                                                     | Reparto                    |
| 1998      | Prisioneros del amor          | Eloísa "La coronela" Falcon                                         | Antagonista                |
| 1999-2004 | Pandillas, guerra y paz       | Victoria Vanegas                                                    | Reparto                    |
| 1995      | Flor de oro                   | Herminia                                                            | Reparto                    |
| 1995      | Sobrevivir                    | Reparto                                                             | Reparto                    |
| 1994      | Momposina                     | Reparto                                                             | Reparto                    |
| 1993      | Pasiones secretas             | Madre Eulalia                                                       | Reparto                    |
| 1992      | Inseparables                  | Dorita Ramos                                                        | Reparto                    |
| 1991      | La casa de las dos palmas     | Florentina Herreros                                                 | Protagonista               |
| 1991      | Espumas                       | Zoila Vda. de Hernández                                             | Antagonista                |
| 1989      | Azúcar                        | Raquel Vallecilla Cucalón/Magaly Pompa Batista                      | Antagonista/Reparto        |
| 1988      | La posada                     | Martha Gutiérrez de Posada                                          | Reparto                    |
| 1987      | Romeo y Buseta                | Amparo Berrio de Tuta                                               | Reparto                    |
| 1984      | El Faraón                     |                                                                     | Reparto                    |
| 1983      | Don Chinche                   | Victoria, "Doña Vicky"                                              | Reparto                    |
| 1970      | Rubí                          |                                                                     | Reparto                    |

### Cine
| Año  | Título                                   | Personaje                                      | Notas |
| ---- | ---------------------------------------- | ---------------------------------------------- | ----- |
| 2024 | Del otro lado del jardín                 | Luzmila Henao                                  | Max   |
| 2016 | La ciénaga entre el mar y la tierra      |                                                |       |
| 2015 | Suave el aliento                         |                                                |       |
| 2014 | Ciudad Delirio                           |                                                |       |
| 2007 | Satanás                                  | Beatriz                                        |       |
| 2005 | El trato                                 |                                                |       |
| 2004 | Les gens honnêtes vivent en France       |                                                |       |
| 2004 | Perder es cuestión de método             | Propietaria de Cantina                         |       |
| 2004 | El cristo de plata                       |                                                |       |
| 2000 | Prueba de vida                           | María                                          |       |
| 2000 | La toma de la embajada                   | María Elena Chassoul, Embajadora de Costa Rica |       |
| 1997 | La deuda                                 |                                                |       |
| 1995 | Águilas no cazan moscas                  | Encarnación                                    |       |
| 1992 | La estrategia del caracol                | Eulalia                                        |       |
| 1990 | Confesión a Laura                        | Laura                                          |       |
| 1989 | Técnicas de duelo: Una cuestión de honor | Encarnación                                    |       |
| 1987 | Crónica de una muerte anunciada          | Clotilde Armenta                               |       |
| 1986 | La Mansión de Araucaima                  | La Machiche                                    |       |
| 1986 | Visa USA                                 |                                                |       |
| 1985 | Póngale color                            |                                                |       |
| 1984 | Cóndores no entierran todos los días     | Agripina                                       |       |
| 1984 | Nelly                                    |                                                |       |
| 1983 | Carne de tu carne                        | Julia                                          |       |
| 1982 | Le Sang de Tropiques                     |                                                |       |

## Premios y nominaciones

### Premios India Catalina
| Año  | Categoría                                    | Producción                          | Resultado |
| ---- | -------------------------------------------- | ----------------------------------- | --------- |
| 2013 | Mejor actriz antagónica                      | La traicionera                      | Ganadora  |
| 2013 | Mejor actriz de reparto de serie o miniserie | Escobar, el patrón del mal          | Ganadora  |
| 2012 | Mejor actriz de reparto de serie o miniserie | La bruja                            | Nominada  |
| 2008 | Premio Víctor Nieto a toda una vida          | Premio Víctor Nieto a toda una vida | Homenaje  |
| 2007 | Mejor actriz de reparto                      | En los tacones de Eva               | Nominada  |
| 1991 | Mejor actriz principal                       | Azúcar La casa de las dos palmas    | Ganadora  |
| 1987 | Mejor actriz principal                       | Vivir la vida                       | Ganadora  |

### Premios TVyNovelas
| Año  | Categoría                             | Producción                | Resultado |
| ---- | ------------------------------------- | ------------------------- | --------- |
| 2014 | A toda una vida                       | A toda una vida           | Ganadora  |
| 2012 | Mejor actriz antagónica de telenovela | La traicionera            | Ganadora  |
| 2000 | Actriz del siglo                      | Actriz del siglo          | Ganadora  |
| 1999 | Mejor actriz de reparto               | La madre                  | Nominada  |
| 1997 | Mejor actriz antagónica               | Prisioneros del amor      | Nominada  |
| 1992 | Mejor actriz principal                | La casa de las dos palmas | Ganadora  |

### Otros premios
- 1 Premio Macondo a su trayectoria en Cine.
- 1 Premio Simón Bolívar a la mejor actriz.
- 1 Premio Sol de Oro en (Francia).
- 1 Premio Nogal de Oro.
- 1 Gloria de la Tv.
- 1 Premio Pacífico. Premio Especial
- 1 Premio Orquídea (Estados Unidos).
- 1 Placa Caracol por su destacada carrera actoral.
- 1 Maruja Toro.
- 1 Todelar.
- 3 Premios Precolombino de Oro.
- 1 Gamma.
- 1 Ondra.
- 2 Menciones Especiales en el Festival de La Habana, Cuba.
- 1 Mención especial Festival de Cine de Sundace, 2016.
- 1 Mejor Actriz Festival Internacional de Cine en Seattle